# Tournefortia umbellata
Tournefortia umbellata är en strävbladig växtart som beskrevs av Carl Sigismund Kunth. Tournefortia umbellata ingår i släktet Tournefortia och familjen strävbladiga växter. Inga underarter finns listade i Catalogue of Life.